# Luis Capurro
Luis Enrique Capurro Bautista (1 maja 1962) – ekwadorski piłkarz, prawy obrońca.
Zaczął karierę w drużynie Patria De Esmeraldas. Kolejnymi jego klubami były Barcelona SC, CS Emelec, CS Patria, Milagro Sport, CD Filanbanco (obecnie Váldez SC), LDU, Cerro Porteño i Racing Club.
Był dwukrotnym mistrzem Ekwadoru - w 1994 z klubem Emelec i w 1997 z klubem Barcelona.
Po zakończeniu kariery zamieszkał w Nowym Jorku.